# Karl Plättner
Karl Plättner (* 3. Januar 1893 in Opperode/Ballenstedt; † 4. Juni 1945 in Freising) war ein deutscher Kommunist, militanter Sozialrevolutionär und Autor.

## Biografie

### Jugend und Ausbildung

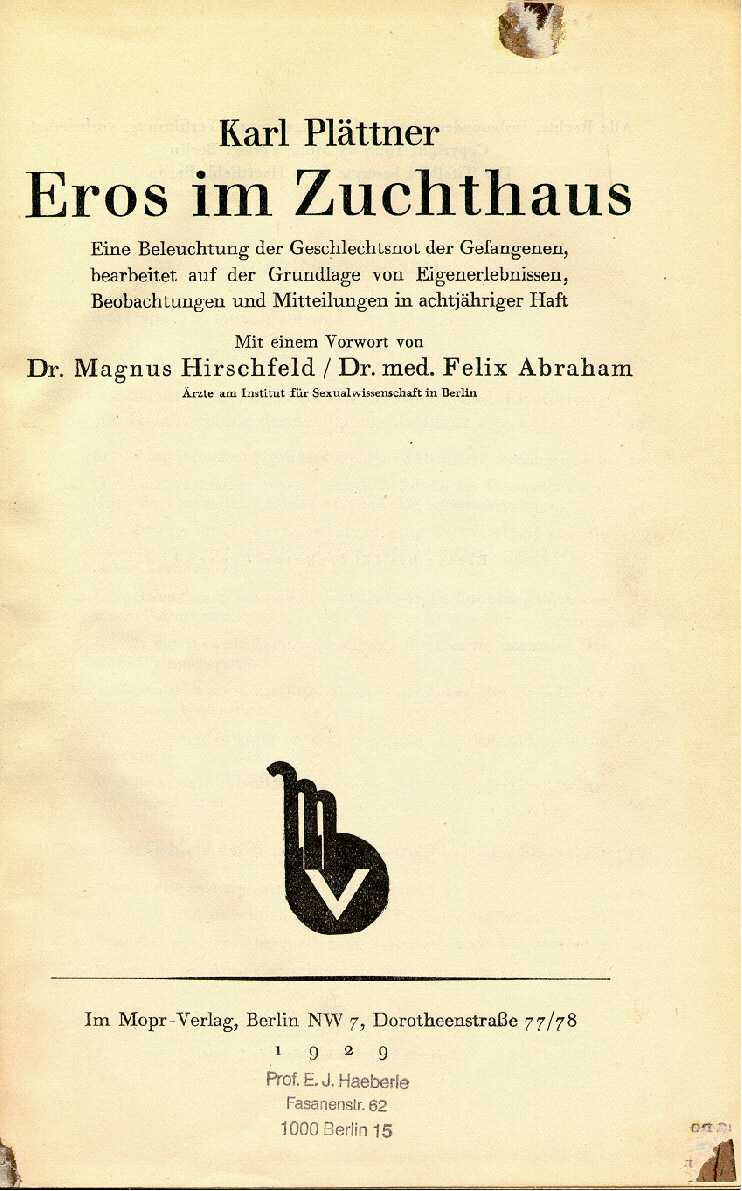
Innendeckblatt von Eros im Zuchthaus

Karl Plättner wurde in armen Verhältnissen in Opperode im Harz geboren. Er absolvierte die Volksschule und eine Handwerkslehre in einem Eisenhüttenwerk und arbeitete als Former. Bereits als Jugendlicher legte er sich mit der Obrigkeit an und wurde wegen „Beleidigung“ verhaftet. Plättner ging nach einem Berufsjahr auf Wanderschaft. 1910 ließ er sich in Hamburg nieder und trat dort der SPD bei, in der er 1912 Leiter des Jugendbundes und Mitglied in dessen Landesvorstand wurde. Am Anfang des Ersten Weltkriegs distanzierte er sich von der nationalistischen Politik der SPD. Er trat 1914 aus der SPD aus.

### Der Weg zur KPD
Als wehrpflichtiger Soldat wurde Plättner im Krieg 1915 verletzt und Ende 1915 dienstuntauglich entlassen. Er hatte fortan drei verkrüppelte Finger, musste deshalb seinen Beruf als Former aufgeben und arbeitete bis 1917 als Hilfsschreiber bei der Allgemeinen Ortskrankenkasse. Er agitierte weiter gegen den Krieg und war zunächst in der oppositionellen proletarischen und auch illegalen Jugendbewegung tätig. Er zeichnete 1917 verantwortlich für die Zeitung „Proletarier-Jugend“. Er organisierte 1917 Zusammenkünfte der sozialistischen Jugend in Norddeutschland und engagierte sich für die Linksradikalen, deren Parteigründung er mit vorbereitete. Im September 1917 wurde er wegen der Verteilung von Liebknecht-Flugblättern verhaftet und zu 18 Monaten Gefängnis verurteilt. Im Rahmen der Novemberrevolution wurde er 1918 befreit.
1918 war er Mitbegründer der Dresdner Ortsgruppe der Internationalen Kommunisten Deutschlands (IKD). Er nahm im selben Jahr an der Gründungskonferenz der KPD (Spartakusbund) teil.
Im Januar 1919 wurde er Vorsitzender der KPD Nordwest. Nach der Proklamierung der Bremer Räterepublik am 10. Januar 1919 hatte er keine Funktion in der Räteregierung, war aber Mitglied des Arbeiter- und Soldatenrates. Während dieser Zeit fiel er durch seine Militanz auf: Beispielsweise forderte er, dass für je einen in Berlin ermordeten Spartakisten, jeweils ein Bremer SPD-Führer erschossen werden solle. Dadurch isolierte er sich auch in seiner Partei. 1920 war er eines der Gründungsmitglieder der KAPD. Als am 4. Februar 1919 die Bremer Räterepublik militärisch niedergeschlagen wurde, musste er nach Berlin fliehen.

### Militanter Führer
Im März 1919 nahm Plättner an bewaffneten Kämpfen von aktionistischen Kräften der Arbeiterschaft in Berlin teil. Von September bis zum November 1919 war er deshalb kurzfristig in Haft. Als KPD-Agitator redete er dann in Sachsen-Anhalt. Auch an den Kämpfen im Ruhrgebiet nach dem Kapp-Putsch nahm er im März und April 1920 teil.
Im April 1920 war er Gründungsmitglied der noch radikaleren Kommunistischen Arbeiter Partei Deutschlands (KAPD).
Schon seit Mitte 1920 organisierten er und seine Gruppe Raubüberfälle auf Banken, Postämter und Zechen nach der marxistischen Devise von der „Expropriation der Expropriateure“.
Auch während der Märzkämpfe in Mitteldeutschland 1921 war Plättner zusammen mit Max Hoelz einer der entschieden militanten Führer der revoltierenden Arbeiter und versuchte durch radikale, direkte Aktionen – darunter Sprengstoffanschläge und weitere Raubüberfälle – unmittelbar den Klassenkampf zu befördern. Plättner war neben Hoelz der wichtigste Kampfgruppenleiter.
Nach dem Scheitern des Aufstandes versuchte er eine Umstellung des Kampfes auf geheime, individuelle Aktionen und Raubüberfälle. Nach Einschätzung des Reichskommissars für Überwachung der öffentlichen Ordnung war Plättner der „eigentliche Leiter und Organisator“ des „Obersten Aktionsrates der KAPD“, die „in der Praxis eine Verbrecherbande“ darstellt. Er wurde als Verbrecher gesucht und schließlich am 3. Februar 1922 verhaftet und zu einer Gefängnisstrafe von zehn Jahren verurteilt. Die KPD distanzierte sich von ihm und diesen Formen des Aktionismus, den sie als „Bakunismus“ bezeichnete.

### Von 1922 bis 1928 in Haft
Nach seiner Freilassung, 1928, trat Plättner wieder der KPD bei. Aufsehen erregte sein 1929 erschienenes Gefängnisbuch Eros im Zuchthaus. Eine Beleuchtung der Geschlechtsnot der Gefangenen, in dem sich Plättner sehr offen zu damals in der Arbeiterbewegung unausgesprochenen Themen wie Onanie und Homosexualität äußerte. Anregung für dieses Werk war das Buch Eros im Stacheldraht von Hans Otto Henel, ein aus mehreren Erzählungen bestehendes Büchlein, welches über das Elend der Liebe in Kriegszeiten berichtet und die sexuellen Nöte von Frontsoldaten während des Ersten Weltkrieges beleuchtet. Diese 17 Lebens- und Liebesläufe sind die mildesten von über einhundert, die Henel aussuchte. Im Vorwort zu diesem Büchlein, das „Kein Vorwort – nur ein Brief!“ sei, schreibt Henel: „So hat z. B. noch keiner gewagt, den Müttern, Frauen und Schwestern über den Eros in Gefangenenlagern oder auf Kriegsschiffen, die sich monatelang in See befinden usw., die Wahrheit zu sagen, vor der sie sich entsetzen würden.“
Magnus Hirschfeld und Felix Abraham vom Institut für Sexualwissenschaft in Berlin schrieben das Vorwort zu diesem Bericht und setzten sich dabei für „eheliche Besuche“ ein, um die sexuellen Spannungen im Gefängnis zu vermindern. Friedrich Lichtneker, Autor und Dramaturg am Volkstheater in Wien, schuf aus Plättners Buch das gleichnamige Stück, welches am 23. November 1929 unbekannten Ortes uraufgeführt wurde. An den Vereinigten Theatern in Breslau (Lobe- und Thaliatheater) wurde es zwischen 1928 und 1930 von Max Oppenheimer inszeniert.

### Im Konzentrationslager
Politisch entwickelte sich Plättner zu einem Gegner des Stalinismus und zog sich zunehmend enttäuscht aus der Politik zurück. Dennoch wurde er im NS-Staat bald verhaftet und in das KZ Buchenwald eingewiesen.
In dem Buch Stimmen aus Buchenwald wird aus den Erinnerungen von Ernst Federn über Karl Plättner berichtet: „Bei der Lektüre der Erinnerungen [von Ernst Federn] stiess ich auf den Anarchisten Karl Plättner, einem der Führer des Mitteldeutschen Aufstandes, der im Holzhof arbeitete, bis er 1944 ‚auf Transport‘ geschickt wurde in das Vernichtungslager Majdanek, woran sich eine Odyssee von Lager zu Lager anschliessen sollte“.
Karl Plättner starb, geschwächt und krank, 1945 kurz nach der Befreiung aus dem Konzentrationslager. Beerdigt ist Karl Plättner in der Kriegsgräberstätte am Nagelberg in der mittelfränkischen Stadt Treuchtlingen.

## Werke
- Das Fundament und die Organisierung der sozialen Revolution, Magdeburg 1919 / Nachdruck: Karin-Kramer-Verlag 1973 unter dem Titel Die soziale Revolution.
- Gefangen. 30 politische Juli-Amnestierte berichten über ihre Erlebnisse in deutschen Zuchthäusern / Bearb. u. mit e. Einl. versehen von Karl Plättner. Hrsg. vom Zentralverband d. roten Hilfe Deutschlands, Berlin: Mopr-Verlag, 1928.
- Der mitteldeutsche Bandenführer, Berlin: Asy-Verlag, 1930.
- Eros im Zuchthaus. Sehnsuchtsschreie gequälter Menschen nach Liebe. Eine Beleuchtung der Geschlechtsnot der Gefangenen, bearbeitet auf der Grundlage von Eigenerlebnissen, Beobachtungen und Mitteilungen in achtjähriger Haft. Vorwort von Magnus Hirschfeld und Felix Abraham,
1. Auflage: Mopr-Verlag, Berlin 1929;
2. Auflage: Witte, Hannover 1930;
frz. Übersetzung: Felix Abraham (Hrsg.): Les Perversions sexuelles. D’après l’enseignement du Magnus Hirschfeld, Texte français du Pierre Vachet, Productions de Paris, Paris 1969 (Bibliothèque universitaire et scientifique).

## Film
Karl Plättner arbeitete mit an dem Film:
- Geschlecht in Fesseln. Die Sexualnot der Strafgefangenen von Wilhelm Dieterle, 1928